# Mattafix
Mattafix – brytyjski zespół muzyczny, powstały w 2005 roku, grający muzykę alternatywną, niekiedy określaną nową falą bluesa, alternatywnym hip-hopem lub R&B; w ich muzyce pojawiają się również brzmienia reggae oraz elementy tradycyjnej muzyki hinduskiej. W skład zespołu wchodzą Marlon Roudette i Preetesh Hirji. Rodzice Preetesha pochodzą z Indii, a Matka Marlona z Karaibów. Obaj urodzili się jednak w Anglii. Marlon, jako dziecko, przeprowadził się z matką do jej ojczyzny. Do Londynu powrócił jako nastolatek. Tam spotkał Preetesha, który pracował w studiu nagraniowym. Razem zaczęli realizować wspólne wizje nowego dźwięku.
Duet zasłynął w Europie i na świecie dzięki "Big City Life", który zdobył czołowe miejsca na wielu listach przebojów. Zespół zdobył dzięki niemu Bursztynowego Słowika na Sopot Festival 2006.
Nazwa zespołu pochodzi od dawnego wschodniohinduskiego powiedzenia "matter-fix", co oznacza dosłownie "załatwione", "nie ma sprawy".
W 2011 roku Marlon Roudette rozpoczął karierę solową.

## Dyskografia

### Albumy
| Rok  | Album               | Pozycje    | Pozycje | Pozycje |
| Rok  | Album               | Szwajcaria | Niemcy  | Francja |
| ---- | ------------------- | ---------- | ------- | ------- |
| 2005 | Signs Of A Struggle | 15         | 35      | 75      |
| 2007 | Rhythm and Hymns    | 22         | 73      | 48      |

### Single
| Rok  | Tytuł                            | Pozycje         | Pozycje | Pozycje | Album               |
| Rok  | Tytuł                            | Wielka Brytania | Niemcy  | Francja | Album               |
| ---- | -------------------------------- | --------------- | ------- | ------- | ------------------- |
| 2005 | "11:30 (Dirtiest Trick In Town)" | –               | –       | –       | Signs of A Struggle |
| 2005 | "Big City Life"                  | 15              | 1       | 17      | Signs of A Struggle |
| 2005 | "Passer By"                      | -               | –       | -       | Signs of A Struggle |
| 2006 | "To & Fro"                       | -               | 73      | -       | Signs of A Struggle |
| 2006 | "Cool Down The Place"            | –               | 82      | –       | Signs of A Struggle |
| 2007 | "Living Darfur"                  | –               | 32      | 50      | Rhythm & Hymns      |
| 2008 | "Things Have Changed"            | –               | –       | –       | Rhythm & Hymns      |
| 2008 | "Angel"                          | –               | –       | –       | Rhythm & Hymns      |

## Nagrody
- 2006 – Eska Music Awards – hit roku
- 2006 – Bursztynowy Słowik Sopot Festival 2006 za "Big City Life"